# Ligamento suspensor do pênis
Nos machos, o ligamento suspensor do pênis está ligado à sínfise púbica, que segura o pênis perto do osso púbico e o suporta quando ereto.

## Galeria

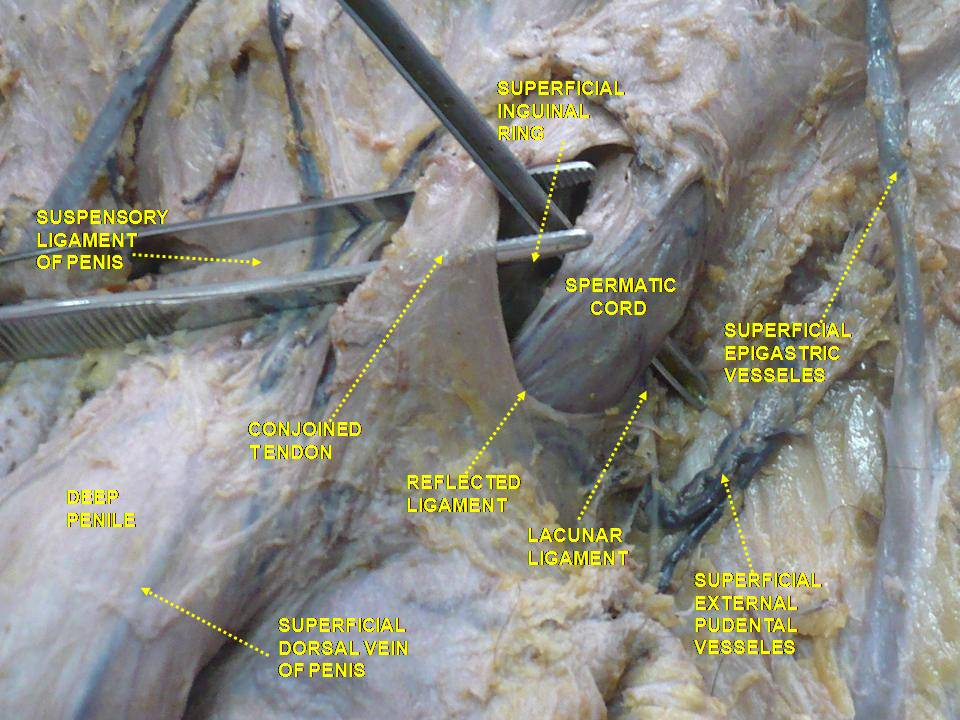
Parede abdominal anterior. Dissecação intermediária. Visão anterior.
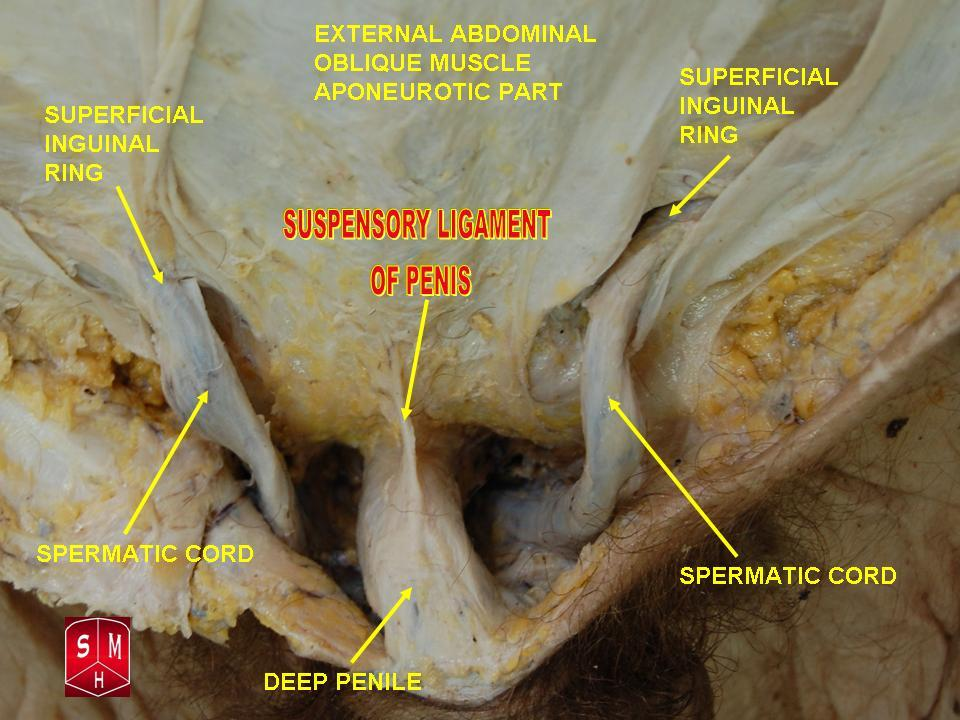
Ligamento suspensor do pênis.